# غوردون هنري
غوردون هنري (بالإنجليزية: Gordon Henry)‏ (9 أكتوبر 1930 في المملكة المتحدة - 23 ديسمبر 2007) هو لاعب كرة قدم بريطاني في مركز نصف الجناح. لعب مع نادي سانت ميرين.